# Oscar Plattner
Oscar Plattner (født 3. marts 1922 i Tschappina, død 21. august 2002 i Zürich) var en cykelrytter fra Schweiz. Hans foretrukne disciplin var banecykling, hvor han vandt medaljer ved nationale- og verdensmesterskaberne.
Plattner vandt otte seksdagesløb, hvor sejren ved Københavns seksdagesløb 1951 med makkeren Kay Werner Nielsen var den første. I 1956 vandt han løbet i Aarhus med Fritz Pfenninger.